# Villa El Salvador
Villa El Salvador är ett distrikt i södra utkanten av Lima, Peru. Bebyggelsen är till största delen bostäder. Distriktet gränsar i väst med Chorrillos, i sydväst Stilla havet, i sydöst Lurín, i öster Villa María del Triunfo och San Juan de Miraflores i norr.
Befolkningen uppgår till 330 143 personer (enligt beräkning 2002).
Området, som upptar en yta av 35,46 km², började som en Pueblo Jóven (spanska, ung. ung by) med provisoriska bostäder av mycket enkelt slag på de stora sandområden som ligger söder om Lima, för att lösa bosättningen för immigrerande familjer från landsbygden i Peru. Villa El Salvador har sedan den första bosättningen den 1 maj 1971 växt upp till ett stort urbant område, till största delen självstyrande, för vilket det vunnit viss berömmelse. Främst genom ansträngningar från dess bebyggare blev området försett med elektricitet, vatten och avlopp.
Villa El Salvador tjänstgjorde som hemmabas för aktivisten María Elena Moyano, som hjälpte till att bilda Federación Popular de Mujeres de Villa El Salvador (Fepomuves), en kvinnorörelse som växte för att leda verksamheter som allmänna kök, hälsokommittéer, mjölkprogrammet (ett glas mjölk om dagen till varje barn), inkomstskapande projekt och kommittéer för grundutbildning. Moyano mördades av medlemmar i Sendero Luminoso, som använde Villa El Salvador som bas i Lima.
Den 1 juni 1983 blev Villa El Salvador formellt utnämnt till "distrikt" i provinsen Lima.
1987 fick distriktet "Prinsen av Asturias Award" som erkänsla för vad som uppnåtts.
Sedan 2006 är Villa El Salvador vänort med with Tübingen, Tyskland.
I området arbetar ett flertal NGO:s med att ge flesta möjliga barn en utbildning. Öppna Händer Välgörenhet startade sin skollokal i Villa El Salvador under 2010.